# Andrew Grove
Andrew Stephen Grove (en húngaro: Gróf András István; 2 de septiembre de 1936-21 de marzo de 2016) fue un empresario y científico húngaro-estadounidense. Fue uno de los primeros empleados de Intel Corporation y en los últimos tiempos jugó papeles clave para su éxito.

## Biografía

### Infancia y educación
Grove nació de una familia judía de clase media en Budapest, Hungría y falleció el 21 de marzo de 2016 por causas que aún no son claras. Al crecer, fue conocido por sus amigos por el nombre de "Andris". A la edad de cuatro años, Andris fue diagnosticado con escarlatina. La enfermedad fue casi mortal, y aunque sobrevivió, sufrió una pérdida significativa de audición como resultado. Durante la revolución húngara de 1956 abandonó su hogar y a su familia al abrigo de la noche y emigró a los Estados Unidos, llegando a Nueva York en 1957. Grove y su esposa Eva se casaron en 1958 y tuvieron dos hijas.
Grove obtuvo la licenciatura en ingeniería química por el City College of New York en 1960, y el doctorado en ingeniería química por la Universidad de California, Berkeley en 1963.

### Carrera
Grove trabajó en la compañía Fairchild Semiconductor antes de convertirse en el tercer empleado de la naciente Intel Corporation. Llegó a presidente de Intel en 1979, a CEO en 1987, y a presidente de la junta directiva y CEO en 1997.
A Grove se le reconoce el haber transformado a Intel de una productora de chips de memoria a una de las manufactureras de microprocesadores más dominantes del mundo. Durante su mandato como director ejecutivo Grove obtuvo un incremento del 994 % en la capitalización del mercado de Intel, de 18 000 millones a 197 000 millones de dólares, convirtiéndola por aquel entonces en la compañía más valiosa del mundo. Abandonó su puesto de director ejecutivo en mayo de 1998 y siguió siendo presidente del cuerpo directivo hasta noviembre de 2004. Grove continuaría su labor en Intel como consejero.
Aunque Grove fue ciertamente el tercer empleado de Intel, en realidad se le dio el número cuatro por un error administrativo. Leslie L. Vadász fue contratada por Andy Grove y a ella se le dio el número tres por ese mismo error.
Robert Noyce y Gordon E. Moore fueron los cofundadores de Intel, junto con otros seis que se habían ido de Fairchild Semiconductor. Noyce afirma haber sido el catalizador del grupo y algunos sugieren que la cultura relajada de Intel fue una aportación que Noyce se había traído de Fairchild. Por otra parte, Grove era extremadamente competitivo y tanto a él como a la compañía se les conocía por el lema «Sólo sobreviven los paranoicos». En cambio, Noyce era anticompetitivo por naturaleza, incluso hasta el punto de que, como señala Tom Wolfe en "Hooking Up" ("Conectando"), todas las plazas de aparcamiento estaban sin asignar, de modo que el que primero llegase era el primero que podía aparcar. Esta diferencia en sus estilos de trabajo produjo supuestamente cierto grado de fricción entre Noyce y Grove.

## Reconocimientos y éxitos
- Premio de la Professional Strategic Management a la Vida Profesional (2001)[4]
- Medalla de Honor de la IEEE 2000 (2000)[5]
- Persona del año 1997 de la revista TIME[6]
- Líder Tecnológico del Año de la revista Industry Week (1997)[7]
- Director Ejecutivo del Año de la revista CEO magazine (1997)[8]
- Premio Medalla al Rendimiento de la AEA (1993)
- Premio al Reconocimiento del Liderazgo en Ingeniería de la IEEE (1987)[9]
- En 2003 entró en el U.S. Business Hall of Fame.
- En 2006 realizó un donativo de 26 000 000 de dólares estadounidenses al New York City College, el mayor que ha recibido nunca esta institución.

## Libros

### Libros escritos por Andrew Grove
- A. S. Grove (1967). Physics and Technology of Semiconductor Devices (Física y tecnología de los mecanismos semiconductores, en inglés). Wiley. ISBN 0-471-32998-3.
- A. S. Grove (1988). One on One With Andy Grove (Cara a cara con Andy Grove, en inglés). Penguin Putnam. ISBN 0-14-010935-8.
- A. S. Grove (1995). High Output Management (Administración de alto rendimiento, en inglés). Random House. ISBN 0-679-76288-4.
- A. S. Grove (1996). Only the Paranoid Survive (Sólo sobreviven los paranoicos, en inglés). Doubleday. ISBN 0-385-48258-2.
- A. S. Grove (2001). Swimming Across: A Memoir (Cruzando a nado: mis memorias, en inglés). ISBN 0-446-67970-4.
- Robert Burgelman and A. S. Grove (2001). Strategy Is Destiny: How Strategy-Making Shapes a Company's Future (La estrategia es el destino: cómo la estrategia conforma el futuro de una compañía, en inglés). ISBN 0-684-85554-2.
- Robert A. Burgelman, Andrew S. Grove and Philip E. Meza (2005). Strategic Dynamics: Concepts and Cases (Dinámica estratégica: conceptos y casos, en inglés). McGraw-Hill/Irwin. ISBN 0-07-312265-3.

### Libros sobre Andrew Grove
- Tim Jackson (1998). Inside Intel: Andy Grove and the Rise of the World's Most Powerful Chip Company (Dentro de Intel: Andy Grove y el nacimiento de la compañía de chips más poderosa del mundo, en inglés). Plume. ISBN 0-452-27643-8.
- Richard Tedlow (2006). Andy Grove (en inglés). Penguin. ISBN 978-1-59184-139-5.

## Citas
- Cuando llegó la televisión por primera vez, le gente intentaba verla como una radio con imágenes. Estamos ahora en la etapa en la que internet es una televisión con pobres conexiones.
- Una regla fundamental en tecnología dice que todo lo que pueda hacerse se hará.
- El éxito alimenta la complacencia. La complacencia alimenta el fracaso. Sólo el paranoico sobrevive.
- Igual que usted no permitiría a un compañero empleado robar una pieza de la oficina, no debería dejar a cualquiera marcharse con el tiempo de sus compañeros directores.
- El énfasis en el rendimiento es la clave de mejorar la productividad, mientras que buscar aumentar la actividad puede dar como resultado justo lo contrario.
- Tiene que aparentar que está seguro al cien por cien. Tiene que entrar en acción; no puede dudar o diversificar. Cualquier otra cosa condenará sus esfuerzos al fracaso.
- La tecnología ahí está, ni es buena, ni es mala. ¿Es el acero bueno, o malo?
- Es más fácil pedir perdón que perdir permiso.[cita requerida]